# Kieler Thesen

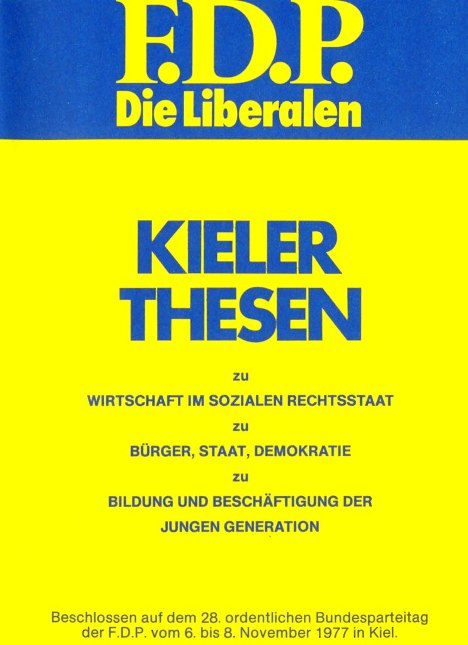
Broschüre: Kieler Thesen

Die Kieler Thesen waren das Grundsatzprogramm der FDP von 1977 bis 1985. Die Thesen wurden auf dem 28. Ordentlichen Bundesparteitag im November 1977 verabschiedet. Sie ergänzten die sozial-liberalen, ökologisch orientierten Freiburger Thesen von 1971.

## Hintergrund
Der Liberalismus ist die älteste der modernen politischen Bewegungen. Er entstammt der Epoche der Aufklärung. Die Freie Demokratische Partei (FDP) steht in der Tradition des klassischen Liberalismus, sie ist jedoch eine politische Neugründung der Nachkriegszeit in den drei westlichen Besatzungszonen.
Die „Kieler Thesen“ waren der Höhepunkt einer Programmdebatte und bedeuteten eine wirtschaftsliberale Neuausrichtung der FDP. Ziel der Kieler Thesen war die Verbesserung der Beschäftigungssituation hin zur Vollbeschäftigung.

## Inhalt
Die Debatte resultierte aus zwei unterschiedlichen Papieren: Aktuelle Perspektiven des sozialen Liberalismus von der Perspektivkommission um Gerhart R. Baum und Grundzüge liberaler Wirtschaftspolitik von der Wirtschaftskommission um Hans Friderichs. Zum einen lassen sich die Kieler Thesen als Kompromiss beider Richtungen verstehen, gestärkt wurde jedoch der Wirtschaftskurs, was eine Annäherung an die Union bedeutete. Die Kieler Thesen stellten die programmatischen Weichen in Richtung einer schwarz-gelben Koalition, die fünf Jahre später nach der „Wende“ 1982 zustande kam.